# Poupées sur canapé
Pour plus de détails, voir Fiche technique et Distribution.
Poupées sur canapé (La bella governante di colore) est une comédie érotique italienne réalisée par Luigi Russo et sortie en 1976.
Le film met en vedette Ines Pellegrini, qui s'était déjà illustré dans plusieurs films de Pier Paolo Pasolini,,
En 1978, le même film sort en France avec l'ajout de deux scènes pornographiques.

## Synopsis
Le fils d'un petit industriel a l'habitude d'engrosser toutes les servantes de la maison, jusqu'à ce que son père décide d'engager une servante laide. Il demande alors à sa femme d'en trouver une « contre toute tentation ». La nouvelle gouvernante est noire mais très belle, et le garçon essaie immédiatement de la mettre dans son lit, sans grand résultat. Mais la jeune fille finit par céder : enceinte, le garçon est contraint de l'épouser ; le jeune homme accepte, mais il est prêt à recommencer avec la prochaine servante.

## Fiche technique
- Titre français : Poupées sur canapé ou Caresses sur canapé[4]
- Titre italien : La bella governante di colore[5]
- Réalisateur : Luigi Russo
- Scénario : Paolo Belloni, Marino Onorati (it)
- Photographie : Mario Capriotti
- Montage : Luigi Russo
- Musique : Gianfranco Plenizio (it)
- Décors : Giorgio Desideri
- Costumes : Alberto Tosto
- Production : Luigi Mondello
- Société de production : Daino Film
- Pays de production :  Italie
- Langue originale : italien
- Format : Couleurs par Technicolor
- Durée : 97 minutes
- Genre : comédie érotique italienne
- Dates de sortie :
  - Italie : 15 septembre 1976
  - France : 5 juillet 1978

## Distribution
- Renzo Montagnani : Nicola Salluzzi
- Marisa Merlini : Aspasia Salluzzi
- Ines Pellegrini : Myriam
- Jean-Claude Verné : Simone Salluzzi
- Gianfranco D'Angelo : Professeur Klipper
- Orchidea De Santis : Docteur Santina
- Carlo Delle Piane : Pasquale
- Lu-Maria Lise : infirmière